# مایدان، شهرستان اوستروونکا
مایدان (به لهستانی: Majdan) یک روستا در منطقه اداری گمینا بارانووو واقع در شهرستان اوستروونکا استان ماسوویان در شرق مرکزی لهستان است. این روستا در ۳ کیلومتری جنوب غربی بارانووو (استان ماسوویان)، ۲۳ کیلومتری شمال غربی اوستروونکا و ۱۰۷ کیلومتری شمال ورشو واقع شده است. 